# キタシバスペイン事件
キタシバスペイン事件（キタシバスペインじけん）は、日本の中央競馬における競馬法違反事件である。

## 事件の概要
1992年1月25日、京都競馬場第8レースに出走したキタシバスペインは1着となった。しかしレース後のドーピング検査において、同馬の尿から禁止薬物であるカフェインが検出された。
警察による捜査の結果、同馬の関係者が飼料にカフェインを含有する栄養ドリンクを混入させたことが発覚し、馬主（円城正男）、管理調教師（武平三）、および厩務員が競馬法違反容疑で逮捕された。馬主である円城が調教師に栄養ドリンクの飲用を依頼したとも報道された。
これにより、馬主は一定期間の関与停止の処分を受け、厩務員は過怠金を徴収された。また、管理調教師である武平三は定年による引退のため裁定委員会の議定の対象外だったが、JRAの関連施設への入場拒否の措置がとられている。
事件後別の馬主に売られたキタシバスペインはJRAを離れ地方競馬へ転出し、金沢競馬で活躍した。